# Monotropastrum
Genre
Classification APG III (2009)
Monotropastrum est un genre plantes à fleurs de la famille des Éricacées. 
Il s'agit de plantes herbacées blanches non chlorophyllienne dont la tiges et les feuilles sont absentes. Se développent des hampes florales unique ou groupées portant chacune une ou plusieurs fleurs courbées. 
Présentes dans les forêts tropicales et tempérées de la côte Est de l'Asie, de la Thaïlande à l'île russe de Sakhaline, ses espèces vivent en symbiose avec le mycélium des champignons, notamment certaines Russules, par l'intermédiaire duquel elles exploitent les produits de la photosynthèse des arbres associés aux champignons (mycohétérotrophie).

## Liste des espèces
Selon Flora of China :
- Monotropastrum humile (D. Don) H. Hara
- Monotropastrum sciaphilum (Andres) G. D. Wallace